# Kanton Brive-la-Gaillarde-Nord-Ouest
Kanton Brive-la-Gaillarde-Nord-Ouest (francouzsky Canton de Brive-la-Gaillarde-Nord-Ouest) je francouzský kanton v departementu Corrèze v regionu Limousin. Tvoří ho pouze severozápadní část města Brive-la-Gaillarde.